# Brunkhalsen 5

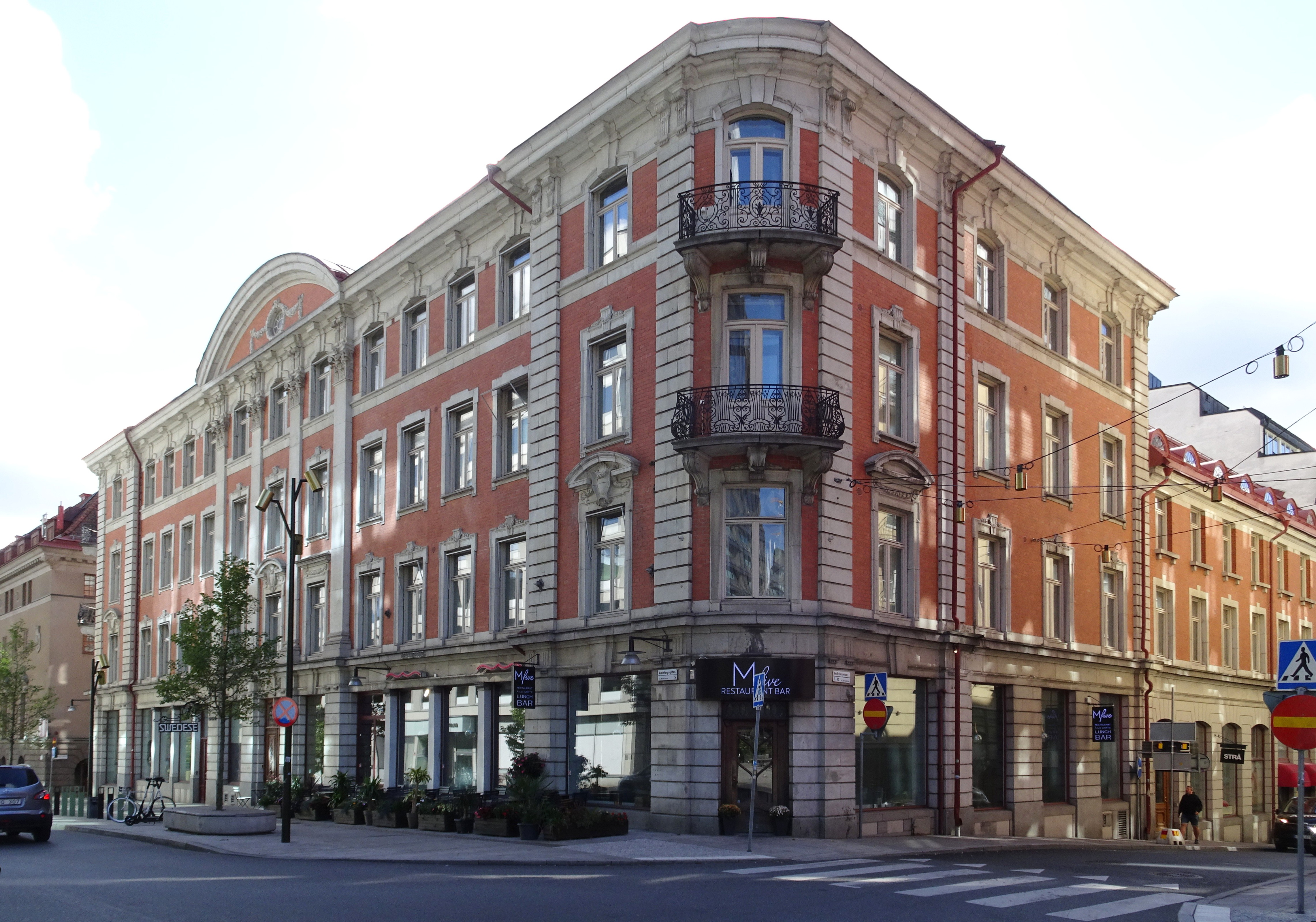
Brunkhalsen 5, Malmtorgsgatan 5.

Brunkhalsen 5 är beteckningen på en fastighet i Kvarteret Brunkhalsen vid Malmtorgsgatan 5 på Norrmalm i centrala Stockholm. Fastigheten är grönmärkt av Stadsmuseet i Stockholm, vilket innebär att den anses vara ”särskilt värdefull från historisk, kulturhistorisk, miljömässig eller konstnärlig synpunkt”.

## Historik

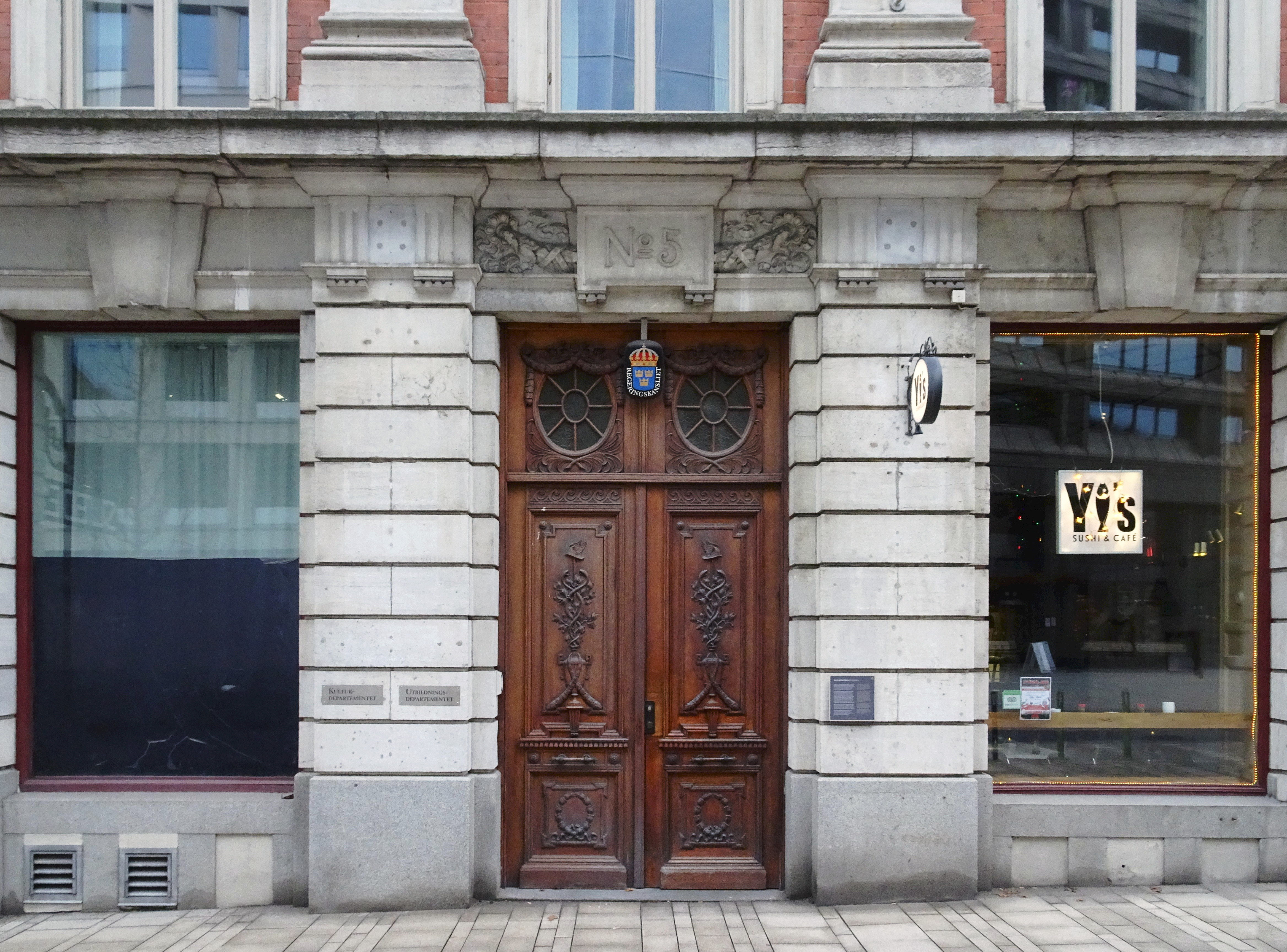
Entréportal, 2019.

Arkitekten Erik Josephson ritade byggnaden som uppfördes 1897-1899 för Lifförsäkringsaktiebolaget Nordstjernan. Bolaget hade sedan tidigare sitt huvudkontor ett stenkast längre bort nere vid hörnet av Drottninggatan och Fredsgatan. Huset på Malmtorgsgatan 5 hyste till en början både bostäder och kontor, men är idag helt kontoriserat. Josephsons fasad, med det oputsade teglet som kontrasterar mot pilastrar och fönsteromfattningar i kalksten, lånar formspråket av engelsk och holländsk palladianism.
I och med Norrmalmsregleringen på 1960-talet, planer på ett stort parkeringshus och omdaningen av Brunkebergstorg var huset länge rivningshotat. Idag är det den enda kvarvarande byggnaden kring torget sedan tiden före regleringen. 1979 förvärvades byggnaden tillsammans med samtliga andra fastigheter i kvarteret av svenska staten för att bli en del av Stockholms regeringskvarter. Idag har Kulturdepartementet och Utbildningsdepartementet sina lokaler i huset.